# Inkinga cockae
Inkinga cockae é uma espécie de gastrópode do gênero Inkinga, pertencente a família Horaiclavidae.